# Long Beach (California)
Long Beach es una ciudad situada en el condado de Los Ángeles, California, Estados Unidos. Tiene una población estimada, a mediados de 2022, de 451 307 habitantes.
Tiene el estatuto de ciudad chárter. Es la cuadragésima cuarta ciudad más poblada de los Estados Unidos, la séptima localidad más poblada de California y la ciudad más poblada del estado que no es sede de condado.
Long Beach fue fundada en 1897 y se encuentra en el sur de California, más precisamente en la parte sur del condado de Los Ángeles. La ciudad está ubicada a aproximadamente 32 km al sur del centro de Los Ángeles y forma parte de la región de Gateway Cities. El puerto de Long Beach es el segundo puerto de contenedores más activo de los Estados Unidos y se encuentra entre los puertos de envío de mercaderías más grandes del mundo. La ciudad está sobre un campo petrolífero con pozos menores tanto directamente debajo de la ciudad como en alta mar.
La ciudad es conocida por sus atracciones frente al mar, como el RMS Queen Mary y el Acuario del Pacífico. Long Beach también alberga el Gran Premio de Long Beach, actualmente una carrera de IndyCar, y el Festival y Desfile del Orgullo de Long Beach. La Universidad Estatal de California, Long Beach, una de las universidades más grandes de California por número de estudiantes inscritos, se encuentra en la ciudad.

## Historia

### Períodotongva
Pueblos indígenas han vivido en la costa del sur de California durante más de 10 000 años, y varias culturas sucesivas han habitado el área actual de Long Beach. Con la llegada de los exploradores españoles en el siglo XVI, el grupo dominante era el pueblo tongva, que tenía al menos tres asentamientos importantes dentro del territorio que ocupa la ciudad actual. Tevaaxa'anga era un asentamiento del interior cerca del río Los Ángeles, mientras que Ahwaanga y Povuu'nga eran pueblos costeros. Junto con otras aldeas de Tongva, se vieron obligados a trasladarse a mediados del siglo XIX debido a la misión, el cambio político y una caída drástica de la población por la exposición a enfermedades europeas.

### Período español y mexicano

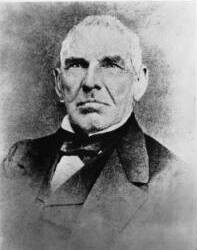
Juan Temple compró el Rancho Los Cerritos, que corresponde a la actual Long Beach, en 1843.

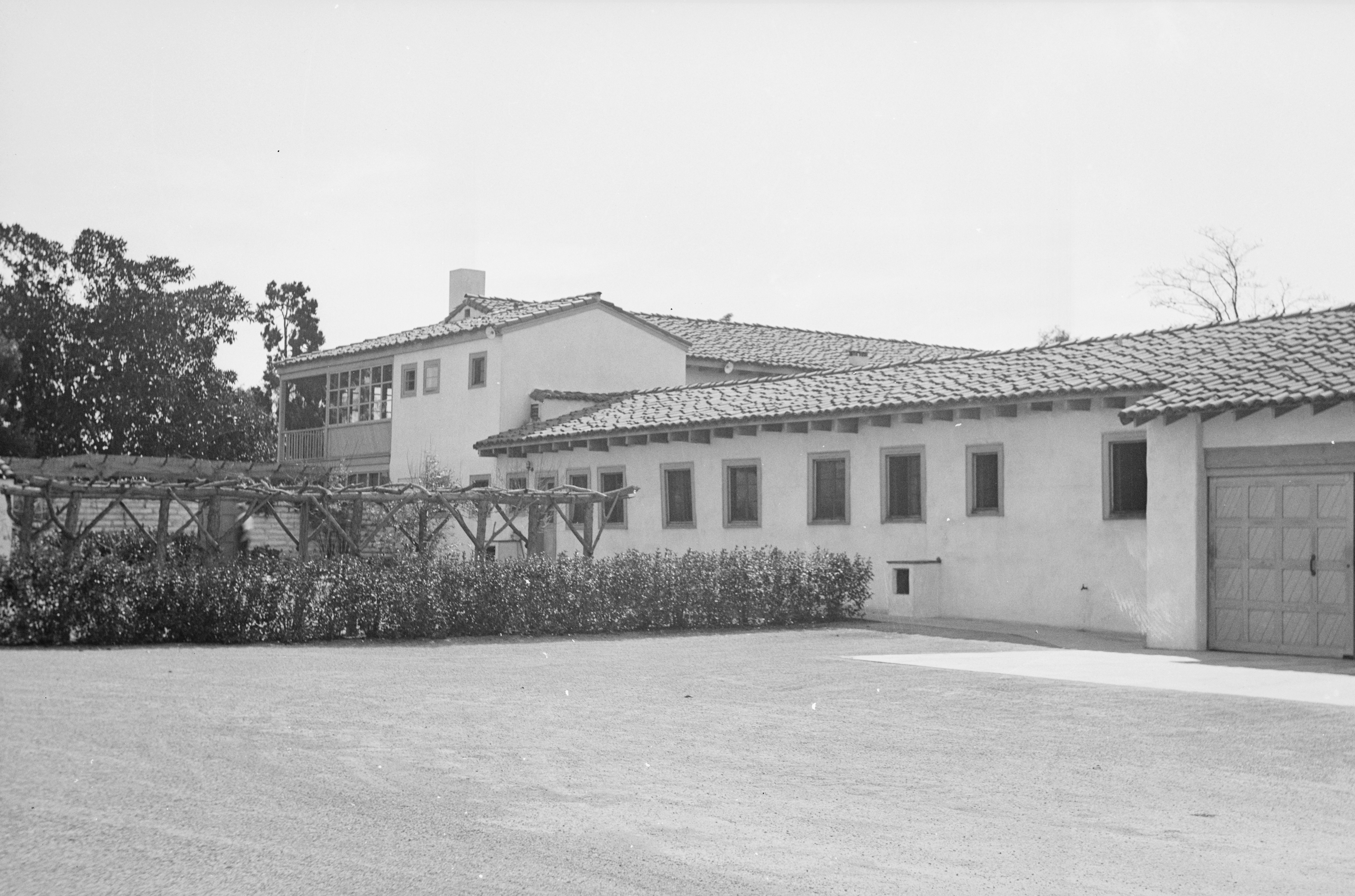
En 1844, Juan Temple construyó la Casa de los Cerritos en un estilo colonial de Monterey, el edificio más antiguo de Long Beach.

En 1784, el rey Carlos III le concedió el Rancho Los Nietos al soldado español Manuel Nieto. A su muerte, en 1804, su esposa e hijos se dividieron el territorio en varias partes, entre ellas el Rancho Los Cerritos y el Rancho Los Alamitos. El límite entre los dos ranchos atravesaba el centro de Signal Hill en una diagonal de suroeste a noreste. Una parte del oeste de Long Beach era originalmente parte del Rancho San Pedro. Sus límites estuvieron en disputa durante años, debido a que las inundaciones cambiaron el límite del río Los Ángeles entre el Rancho San Pedro y el Rancho Los Nietos.
En 1843, John «Don Juan» Temple compró el Rancho Los Cerritos. Había llegado a California en 1827 desde Massachusetts. Construyó lo que ahora se conoce como la Casa del Rancho Los Cerritos (actual Rancho Los Cerritos Museum), una estructura de adobe aún en pie que es un monumento histórico nacional de los Estados Unidos. Temple creó un próspero rancho de ganado y prosperó, convirtiéndose en el hombre más rico del condado de Los Ángeles. Tanto Temple como su rancho desempeñaron papeles locales importantes en la guerra entre México y Estados Unidos. En una isla de la bahía de San Pedro, pioneros mormones hicieron un intento fallido de establecer una colonia (como parte del plan de Brigham Young de establecer una cadena continua de asentamientos desde el Pacífico hasta Salt Lake).

### Período posterior a la conquista

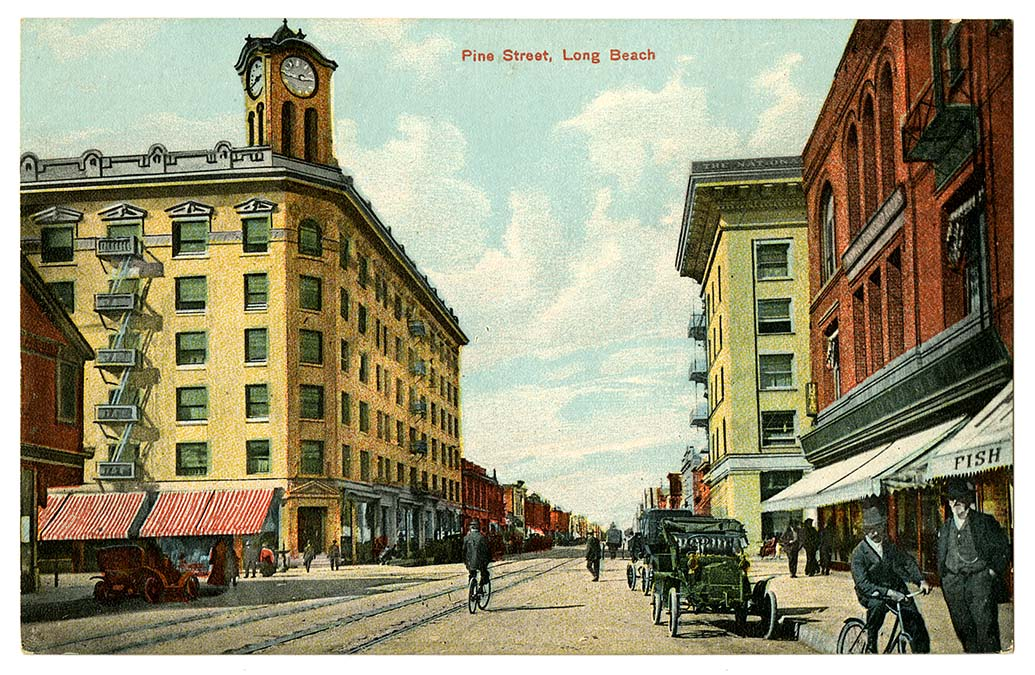
Long Beach a principios del siglo XX

Después de la conquista estadounidense de California, la Comisión de Tierras Públicas le cedió a Temple su Rancho Los Cerritos. En 1866, Temple vendió el Rancho Los Cerritos por 20 000 dólares a la empresa de cría de ovejas del norte de California de Flint, Bixby & Company, que estaba formada por los hermanos Thomas y Benjamin Flint y su primo Lewellyn Bixby. Dos años antes, Flint, Bixby & Co también había comprado, junto con el asociado del norte de California James Irvine, tres ranchos que luego se convertirían en la ciudad que lleva el nombre de Irvine. Para administrar el Rancho Los Cerritos, la compañía seleccionó al hermano de Lewellyn, Jotham Bixby, el «Padre de Long Beach». Tres años más tarde, Bixby compró la propiedad y más tarde formaría Bixby Land Company. En los años 1870, hasta 30 000 ovejas se criaban en el rancho y se esquilaban dos veces al año para proporcionar lana para el comercio. En 1880, Bixby vendió 16 187 m² del Rancho Los Cerritos a William E. Willmore, quien lo subdividió con la esperanza de crear una comunidad agrícola, Willmore City. Fracasó y fue comprado por un sindicato de Los Ángeles que se hacía llamar «Long Beach Land and Water Company». Cambiaron el nombre de la comunidad a Long Beach en ese momento.
La ciudad de Long Beach se incorporó oficialmente en 1897.

### Incorporación

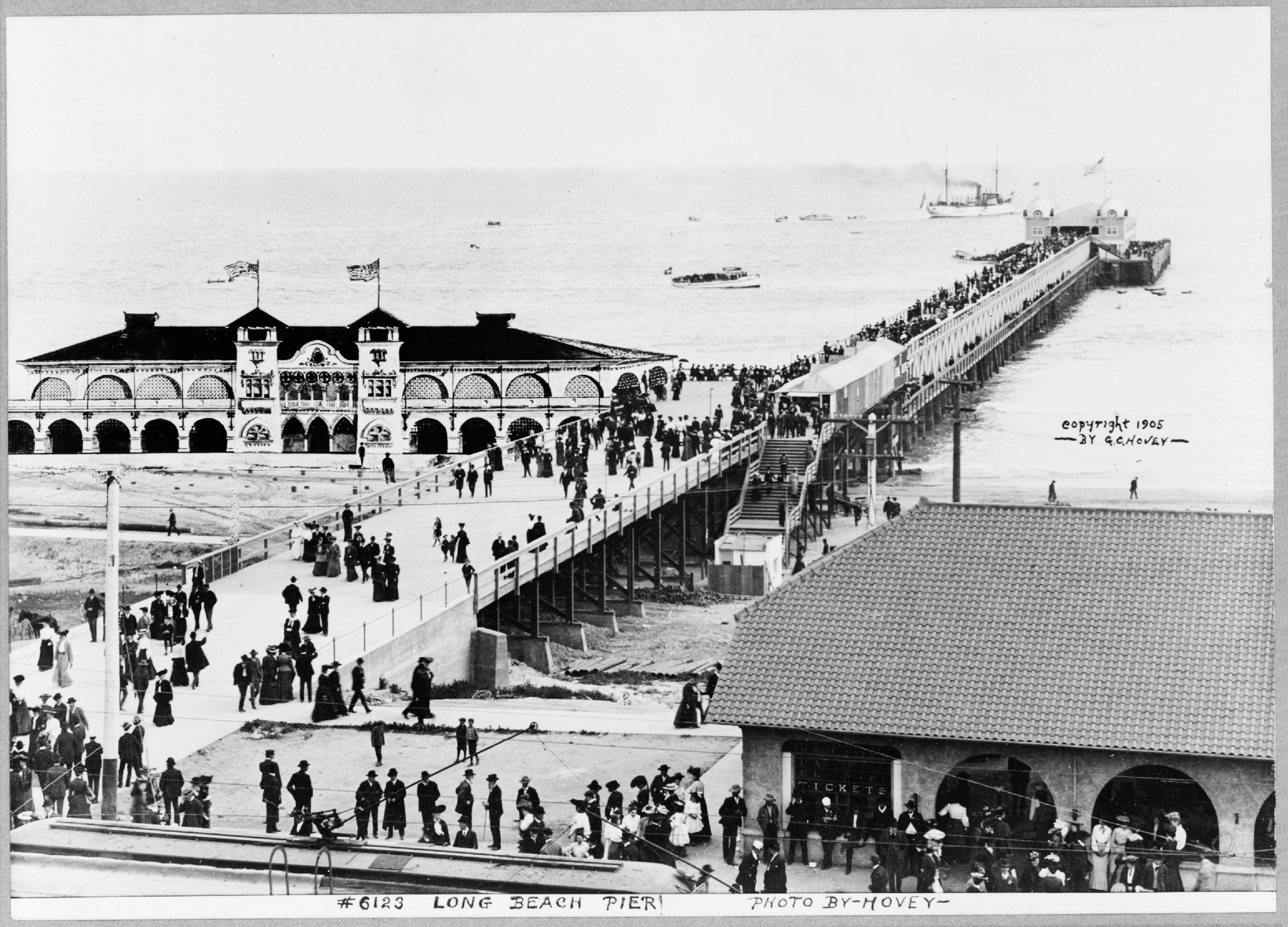
Muelle de Long Beach, 1905

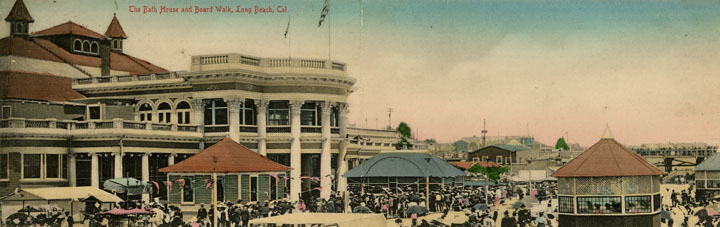
Paseo marítimo de Long Beach, 1907

La ciudad creció como un balneario con usos agrícolas ligeros. The Pike fue la zona de diversión junto a la playa más famosa de la costa oeste desde 1902 hasta 1979; ofrecía instalaciones para bañistas, comida, juegos y paseos, como la doble rueda de la fortuna llamada Sky Wheel y el Cyclone Racer. Poco a poco la industria petrolera, los astilleros e instalaciones de la Marina y el puerto se convirtieron en los pilares de la ciudad. En los años 1950 se le conocía como «Iowa junto al mar», debido a la gran afluencia de personas de ese y otros estados del Medio Oeste. Los grandes picnics para los migrantes de cada estado fueron un evento anual popular en Long Beach hasta los años 1960.

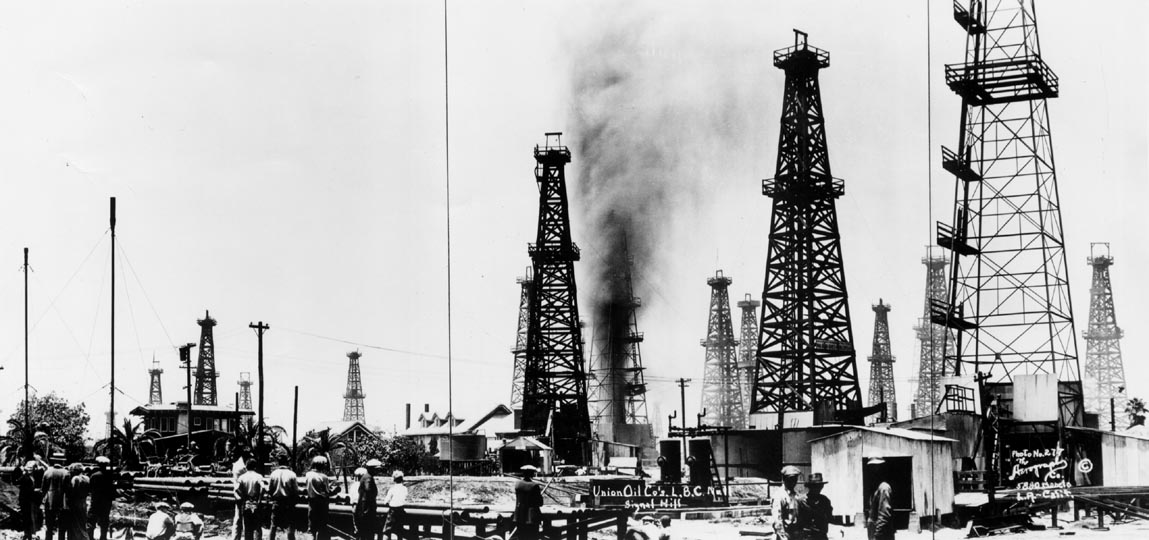
Campo petrolífero en Long Beach, 1920

Otro primo de Bixby, John W. Bixby, fue influyente en la ciudad. Después de trabajar por primera vez para sus primos en Los Cerritos, J. W. Bixby arrendó un terreno en Rancho Los Alamitos. Formó un grupo: el banquero I. W. Hellman, Lewellyn y Jotham Bixby, y él, para comprar el rancho. Además de llevar métodos agrícolas innovadores a los Alamitos (que bajo Abel Stearns a fines de los años 1850 y principios de los 1860 fue una vez el rancho de ganado más grande de Estados Unidos), J. W. Bixby comenzó el desarrollo de la propiedad frente al mar cerca de los pintorescos acantilados de la ciudad. Bajo el nombre de Alamitos Land Company, J. W. Bixby nombró las calles y diseñó los parques de su nueva ciudad, que incluiría Belmont Heights, Belmont Shore y Naples.
J. W. Bixby murió en 1888 de aparente apendicitis. La propiedad de Rancho Los Alamitos se dividió, y Hellman se quedó con el tercio sur, Jotham y Lewellyn, el tercio norte, y la viuda y los herederos de J. W. Bixby se quedaron con el tercio central. El municipio de Alamitos se mantuvo como una entidad separada, pero al principio, estaba dirigido principalmente por Lewellyn y Jotham Bixby, aunque I. W. Hellman (que tenía la mayor participación individual) tenía un poder de veto significativo, una influencia que se hizo aún más fuerte a medida que los herederos de Bixby comenzaron a ponerse del lado de Hellman cada vez más.
Cuando Jotham Bixby murió en 1916, los 14 km² de Rancho Los Cerritos se subdividió en los barrios de Bixby Knolls, California Heights, Los Cerritos, North Long Beach y parte de la ciudad de Signal Hill.
Pine Avenue, cerca de la Cuarta Avenida, se convirtió en el centro de un gran distrito comercial. Además de los exclusivos Buffums (1912; ampliado en 1926), solo en 1929 Barker Brothers, Hugh A. Marti Co. y Wise Company construyeron grandes tiendas nuevas, Walker's (1933), Sears (1928) y Montgomery Ward (1929). Seguiría siendo popular hasta que surgieron los centros comerciales suburbanos a partir de los años 1950.
El petróleo se descubrió en 1919 en Signal Hill, que poco después se separó como una ciudad incorporada por separado. El descubrimiento del campo petrolífero de Long Beach, traído por el manantial en el pozo petrolífero número 1 de Alamitos, convirtió a Long Beach en un importante productor de petróleo; en los años 1920, el campo era el más productivo del mundo. En 1932, se desarrolló el campo petrolero de Wilmington, aún más grande, el cuarto más grande de Estados Unidos y que se encuentra principalmente en Long Beach, lo que contribuyó a la fama de la ciudad en los años 1930 como ciudad petrolera.
El terremoto de Long Beach de 1933 causó daños significativos a la ciudad y las áreas circundantes, matando a un total de 120 personas. La mayor parte del daño ocurrió en edificios de mampostería no reforzada, especialmente escuelas. El Pacific Bible Seminary (ahora conocido como Hope International University) se vio obligado a trasladar las clases de la Primera Iglesia Cristiana de Long Beach a una pequeña casa local debido a los daños.

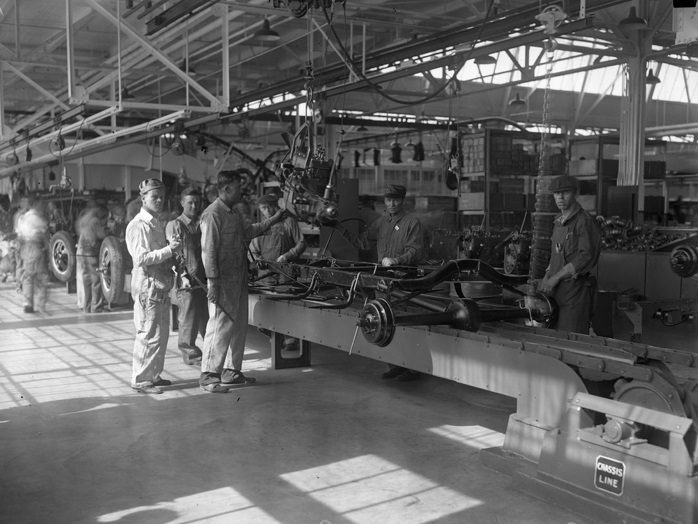
Línea de ensamblaje de Ford en Long Beach en 1930.

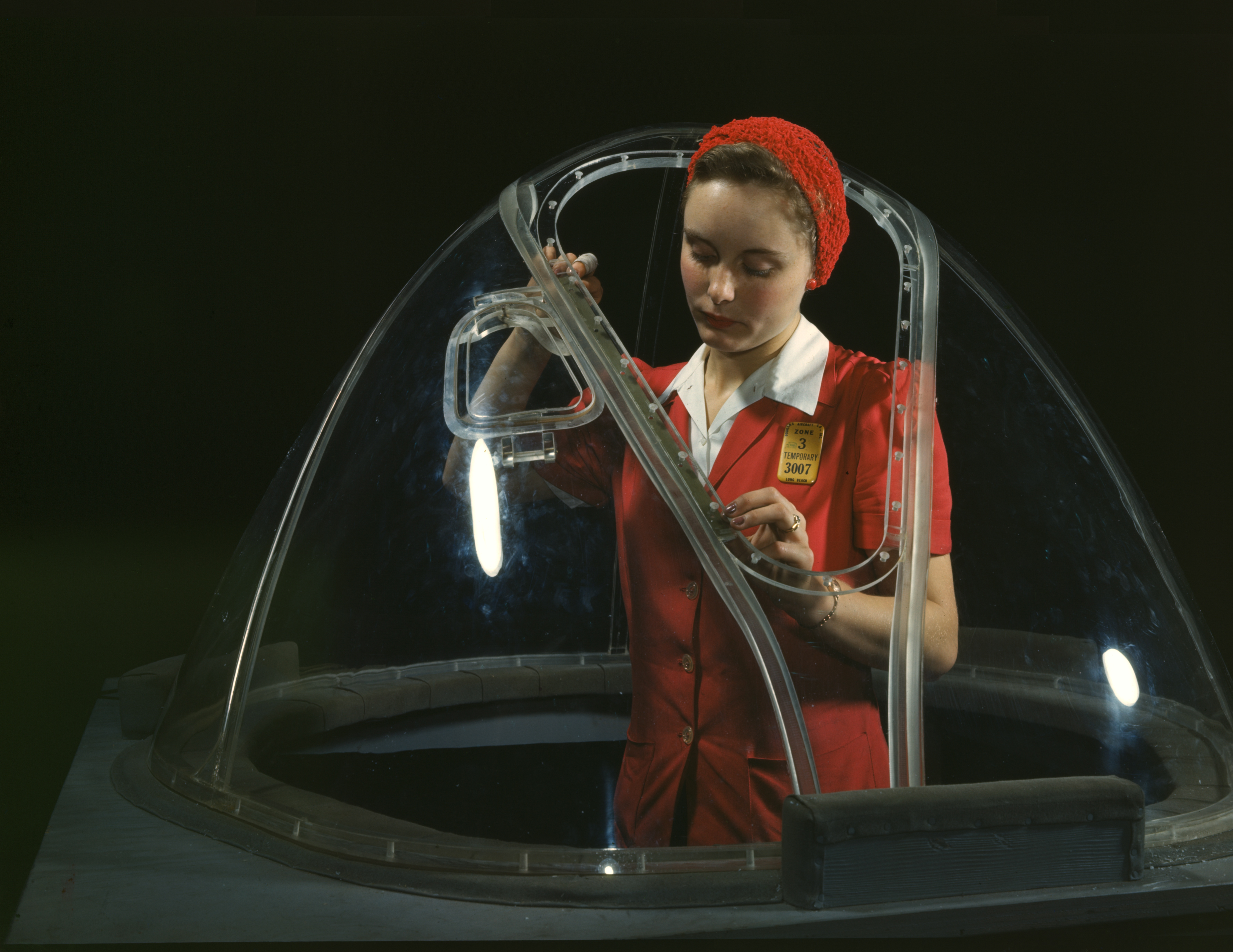
Trabajadora en la planta de Douglas Aircraft Company, Long Beach, 1942, foto de Alfred T. Palmer

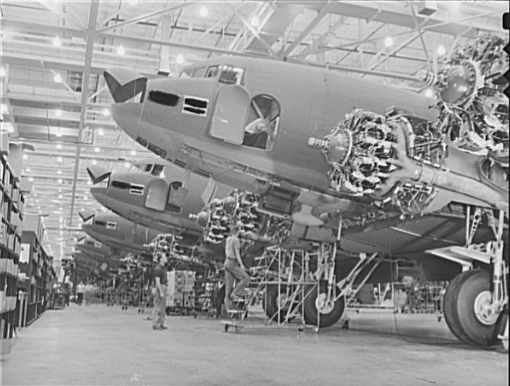
Construcción de C-47 en la planta de la Douglas Aircraft Company en Long Beach durante la Segunda Guerra Mundial

La Ford Motor Company construyó una fábrica llamada Long Beach Assembly en la dirección de entonces en 1929 como «700 Henry Ford Avenue, Long Beach», donde la fábrica comenzó a construir el Ford Modelo A. La producción de vehículos Ford continuó después de la guerra hasta 1960 cuando la planta se cerró debido a un incendio, y enero de 1991 cuando la fábrica fue demolida parcialmente debido a la lucha contra el esmog. Ford había abierto anteriormente una fábrica en Los Ángeles en la ubicación de la calle 12 y Olive, con una fábrica posterior construida en East Seventh Street y Santa Fe Avenue después de 1914.
En 1938, se completó la creación de las Autoridades de Vivienda tanto para la ciudad como para el condado de Los Ángeles, y North Long Beach recibiría la primera orden del día de la Autoridad del Condado: el Proyecto de Vivienda Carmelitos, el primer complejo de viviendas asequibles del sur de California.

### Segunda Guerra Mundial
La ciudad fue parte de la Batalla de Los Ángeles durante la Segunda Guerra Mundial, cuando los observadores de las Fuerzas Aéreas informaron que se habían disparado proyectiles desde el mar. Las baterías antiaéreas dispararon al cielo nocturno, aunque nunca se avistaron aviones.
Antes de la guerra, Long Beach tenía una población considerable de japoneses-estadounidenses, que trabajaban en las fábricas de conservas de pescado en Terminal Island y eran dueños de pequeñas granjas de camiones (productos agrícolas) en el área. Debido a los temores exagerados en la costa y los prejuicios raciales, los funcionarios estatales persuadieron al gobierno nacional para rear campos de concentración para japonesess. La mayoría no regresó a la ciudad después de ser liberada de los campamentos. Debido a este y otros factores, los estadounidenses de origen japonés ahora representan menos del 1 por ciento de la población de Long Beach, pero el Centro Comunitario Japonés y una Iglesia Budista Japonesa sobreviven. El Centro Cultural Japonés-Americano está sobre el Puente Gerald Desmond y el Puente Vincent Thomas en San Pedro.
La instalación más grande de Douglas Aircraft Company fue su planta de Long Beach, con un total de 132 140 m². El primer avión salió por la puerta el 23 de diciembre de 1941. La planta produjo simultáneamente aviones de transporte militar C-47 Skytrain, bombarderos Boeing B-17 Flying Fortress y bombarderos de ataque A-20 Havoc. Douglas se fusionó con McDonnell Aircraft Company en 1967, donde se construyeron el Douglas DC-8 y el McDonnell Douglas DC-9. En 1997, McDonnell Douglas se fusionó con Boeing, que fabricó aviones de transporte C-17 Globemaster en Long Beach hasta el cierre de las instalaciones de fabricación en 2015.

## Geografía

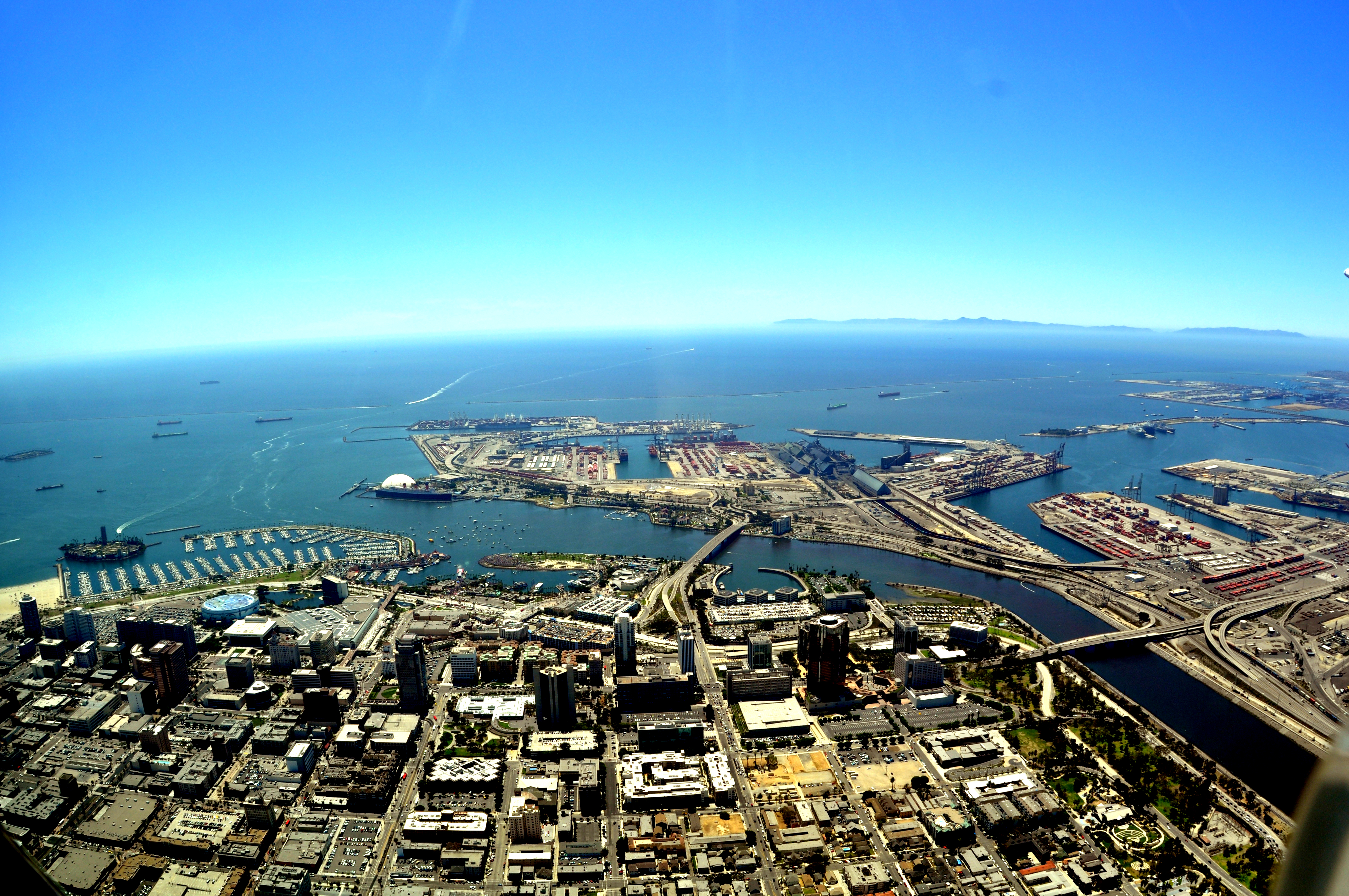
Long Beach, California, mirando hacia el sur (2010)

Long Beach se encuentra a 33 ° 47 'Norte, 118 ° 10' Oeste, a unas 32 km sur del centro de Los Ángeles. Según la Oficina del Censo de los Estados Unidos, la ciudad tiene un área total de 133,2 km², de las cuales 130,3 km² es tierra y 3 km² (2,22%) es agua. Long Beach rodea completamente la ciudad de Signal Hill.

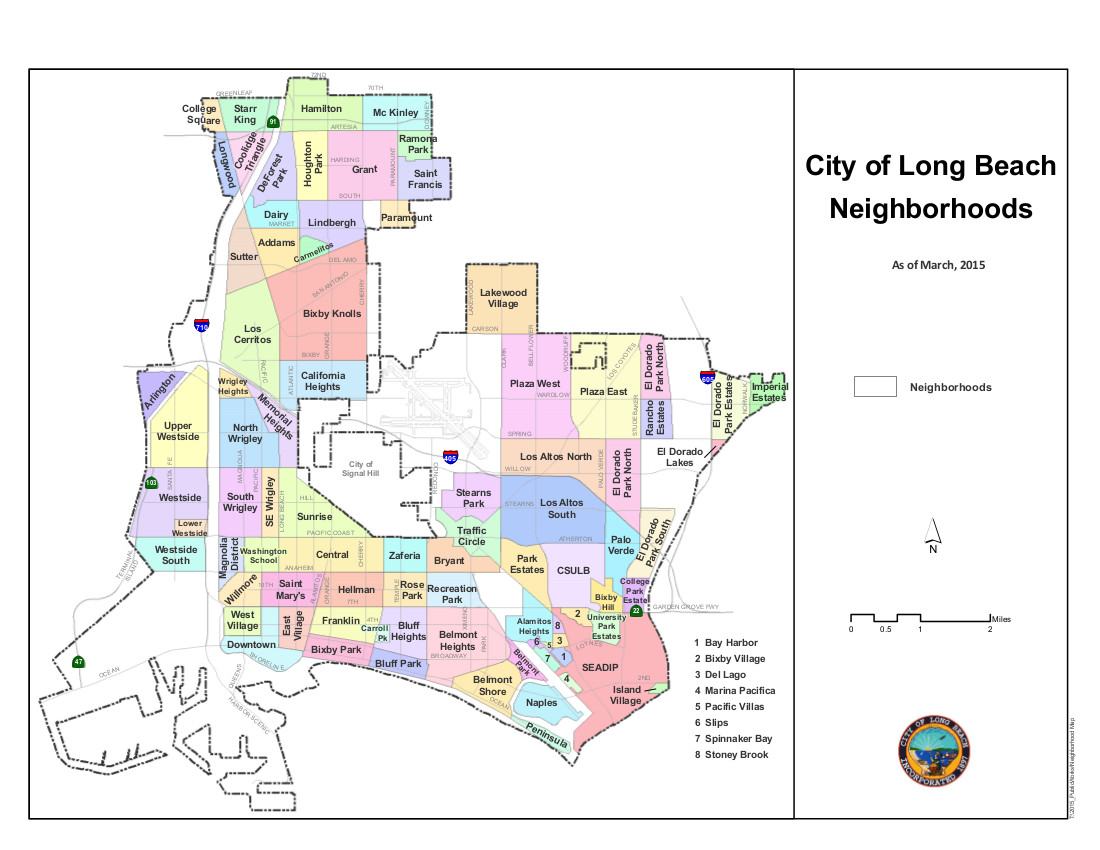
Mapa del vecindario de la ciudad de Long Beach, CA

Long Beach se compone de muchos vecindarios diferentes. Algunos vecindarios llevan el nombre de vías públicas, mientras que otros llevan el nombre de parques, escuelas o características de la ciudad cercanas.

### Clima
Long Beach tiene un clima de tipo mediterráneo, con características de clima semiárido. En general, la ciudad presenta veranos calurosos e inviernos templados a cálidos con lluvias ocasionales. Los días en Long Beach son mayormente soleados, como en el sur de California en general. Las temperaturas registradas en la estación meteorológica del aeropuerto de Long Beach, 6,4 km tierra adentro desde el océano, su rango es mayor que los de la costa inmediata. Durante los meses de verano, las nubes bajas y la niebla ocurren con frecuencia, desarrollándose durante la noche y cubriendo el área muchas mañanas. Esta niebla generalmente se aclara por la tarde y a menudo se desarrolla una brisa marina del oeste que mantiene las temperaturas suaves. El calor y la alta humedad pueden coincidir en ocasiones en verano, lo que puede provocar molestias por el índice de calor.
La ubicación de Long Beach directamente al este de la península de Palos Verdes, junto con su costa orientada al sur, hace que la ciudad a veces experimente patrones climáticos diferentes a los de las comunidades costeras del área metropolitana de Los Ángeles al noroeste y sureste de Long Beach, que en gran parte tienen costas orientadas al oeste. Las colinas de Palos Verdes bloquean el flujo de aire de oeste a este y una cantidad significativa de la humedad costera que marca otras ciudades costeras, como Manhattan Beach, Santa Mónica y Newport Beach.
Como en la mayoría de los lugares del sur de California, la mayoría de las precipitaciones en Long Beach se producen durante los meses de invierno. Las tormentas pueden traer fuertes lluvias.
| Parámetros climáticos promedio de Long Beach, California | Parámetros climáticos promedio de Long Beach, California | Parámetros climáticos promedio de Long Beach, California | Parámetros climáticos promedio de Long Beach, California | Parámetros climáticos promedio de Long Beach, California | Parámetros climáticos promedio de Long Beach, California | Parámetros climáticos promedio de Long Beach, California | Parámetros climáticos promedio de Long Beach, California | Parámetros climáticos promedio de Long Beach, California | Parámetros climáticos promedio de Long Beach, California | Parámetros climáticos promedio de Long Beach, California | Parámetros climáticos promedio de Long Beach, California | Parámetros climáticos promedio de Long Beach, California | Parámetros climáticos promedio de Long Beach, California |
| Mes                                                      | Ene.                                                     | Feb.                                                     | Mar.                                                     | Abr.                                                     | May.                                                     | Jun.                                                     | Jul.                                                     | Ago.                                                     | Sep.                                                     | Oct.                                                     | Nov.                                                     | Dic.                                                     | Anual                                                    |
| -------------------------------------------------------- | -------------------------------------------------------- | -------------------------------------------------------- | -------------------------------------------------------- | -------------------------------------------------------- | -------------------------------------------------------- | -------------------------------------------------------- | -------------------------------------------------------- | -------------------------------------------------------- | -------------------------------------------------------- | -------------------------------------------------------- | -------------------------------------------------------- | -------------------------------------------------------- | -------------------------------------------------------- |
| Temp. máx. abs. (°C)                                     | 33.9                                                     | 32.8                                                     | 36.7                                                     | 40.6                                                     | 40                                                       | 42.8                                                     | 41.7                                                     | 40.6                                                     | 43.9                                                     | 43.9                                                     | 38.3                                                     | 33.3                                                     | 43.9                                                     |
| Temp. máx. media (°C)                                    | 19.7                                                     | 19.6                                                     | 20.3                                                     | 22.1                                                     | 23.1                                                     | 24.8                                                     | 27.7                                                     | 28.8                                                     | 27.8                                                     | 25.1                                                     | 22.3                                                     | 19.3                                                     | 23.4                                                     |
| Temp. media (°C)                                         | 13.7                                                     | 14.2                                                     | 15.3                                                     | 16.9                                                     | 18.7                                                     | 20.5                                                     | 22.9                                                     | 23.5                                                     | 22.6                                                     | 19.8                                                     | 16.3                                                     | 13.5                                                     | 18.2                                                     |
| Temp. mín. media (°C)                                    | 7.8                                                      | 8.9                                                      | 10.3                                                     | 11.8                                                     | 14.2                                                     | 16.1                                                     | 18.1                                                     | 18.3                                                     | 17.3                                                     | 14.6                                                     | 10.4                                                     | 7.7                                                      | 13                                                       |
| Temp. mín. abs. (°C)                                     | -3.9                                                     | 0.6                                                      | 0.6                                                      | 3.3                                                      | 4.4                                                      | 8.3                                                      | 10.6                                                     | 12.8                                                     | 10                                                       | 3.9                                                      | 1.1                                                      | -2.2                                                     | -3.9                                                     |
| Lluvias (mm)                                             | 66                                                       | 78.5                                                     | 47.5                                                     | 15.2                                                     | 5.3                                                      | 1.8                                                      | 0.8                                                      | 0.8                                                      | 4.6                                                      | 16                                                       | 25.4                                                     | 49.5                                                     | 311.4                                                    |
| Días de lluvias (≥ 0.01 in)                              | 5.9                                                      | 6.5                                                      | 5.3                                                      | 3.1                                                      | 1.1                                                      | 0.7                                                      | 0.5                                                      | 0.3                                                      | 0.9                                                      | 2.5                                                      | 3.4                                                      | 5.0                                                      | 35.2                                                     |
| Humedad relativa (%)                                     | 64.7                                                     | 66.9                                                     | 67.2                                                     | 65.4                                                     | 68.2                                                     | 69.6                                                     | 68.3                                                     | 68.5                                                     | 69.2                                                     | 67.6                                                     | 67.1                                                     | 66.2                                                     | 67.4                                                     |
| Fuente: NOAA (relative humidity 1961–1990)               |                                                          |                                                          |                                                          |                                                          |                                                          |                                                          |                                                          |                                                          |                                                          |                                                          |                                                          |                                                          |                                                          |

### Medio ambiente

#### Contaminación

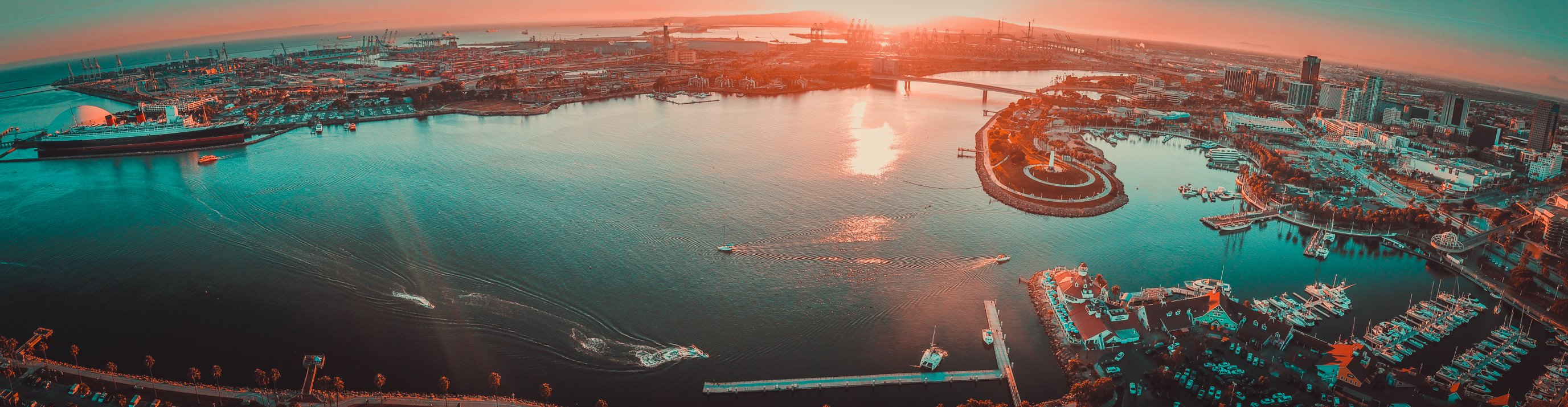
Vista panorámica de Long Beach.

Long Beach sufre una de las peores contaminaciones del aire de todo Estados Unidos. La mayor parte de la ciudad está cerca de los puertos gemelos de Los Ángeles y Long Beach, y los vientos predominantes del oeste a oeste-suroeste traen una gran parte de la contaminación del aire de los puertos gemelos directamente a Long Beach antes de dispersarla hacia el norte. luego hacia el este. Las fuentes de alta contaminación en los puertos incluyen los propios barcos, que queman combustible búnker con alto contenido de azufre y hollín para mantener la energía eléctrica interna mientras están atracados, así como la fuerte contaminación por diésel de los camiones de acarreo en los puertos y los tractores de corta distancia, los camiones de remolque que transportan carga desde los puertos hasta el almacenamiento interior, los patios ferroviarios y los centros de envío. Los niveles promedio a largo plazo de contaminantes tóxicos del aire (y el riesgo cancerígeno correspondiente que crean) pueden ser de dos a tres veces más altos en Long Beach y sus alrededores, y en las áreas a favor del viento hacia el este, que en otras partes del área metropolitana de Los Ángeles. como Westside, San Fernando Valley o San Gabriel Valley. Si bien la contaminación regional general en el área metropolitana de Los Ángeles ha disminuido en la última década, los niveles de contaminación siguen siendo peligrosamente altos en gran parte de Long Beach debido a la contaminación del puerto, con los gases de escape de diésel de barcos, trenes y camiones como las fuentes más importantes.
Además, Long Beach está directamente a favor del viento de varias de las refinerías de petróleo de South Bay. Cualquier proceso de refinería o alteración química que resulte en la liberación atmosférica de subproductos de refinería (comúnmente dióxido de azufre) generalmente afectará la calidad del aire en Long Beach debido al viento predominante del oeste-suroeste.
De manera similar, la calidad del agua en la parte de Long Beach de la bahía de San Pedro, que está encerrada por el rompeolas federal, comúnmente se ubica entre las más pobres de toda la costa oeste durante los períodos de lluvia. Las playas de Long Beach tienen un promedio de calificación D o F en la calidad del agua de la playa durante los períodos de lluvia en el Beach Report Card publicado por Heal the Bay. Sin embargo, durante los períodos secos, el agua puede tener una calificación A o B en los mismos informes. El río Los Ángeles descarga directamente en el lado de Long Beach de la bahía de San Pedro, lo que significa que una gran parte de toda la escorrentía urbana de toda el área metropolitana de Los Ángeles se vierte directamente en el agua del puerto. Esta contiene la mayoría de los escombros, basura, contaminantes químicos y patógenos biológicos que se lavan en los desagües pluviales de todas las ciudades río arriba cada vez que llueve. Debido a que el rompeolas evita la acción de las mareas y las olas, estos contaminantes se acumulan en el puerto. El agua encerrada por el rompeolas, a lo largo de la mayoría de las playas de la ciudad, también puede estar sujeta a mareas rojas debido a este estancamiento. Debido a estos factores, el agua en Long Beach no es segura para nadar algunos días o semanas al año. 

#### Ecología

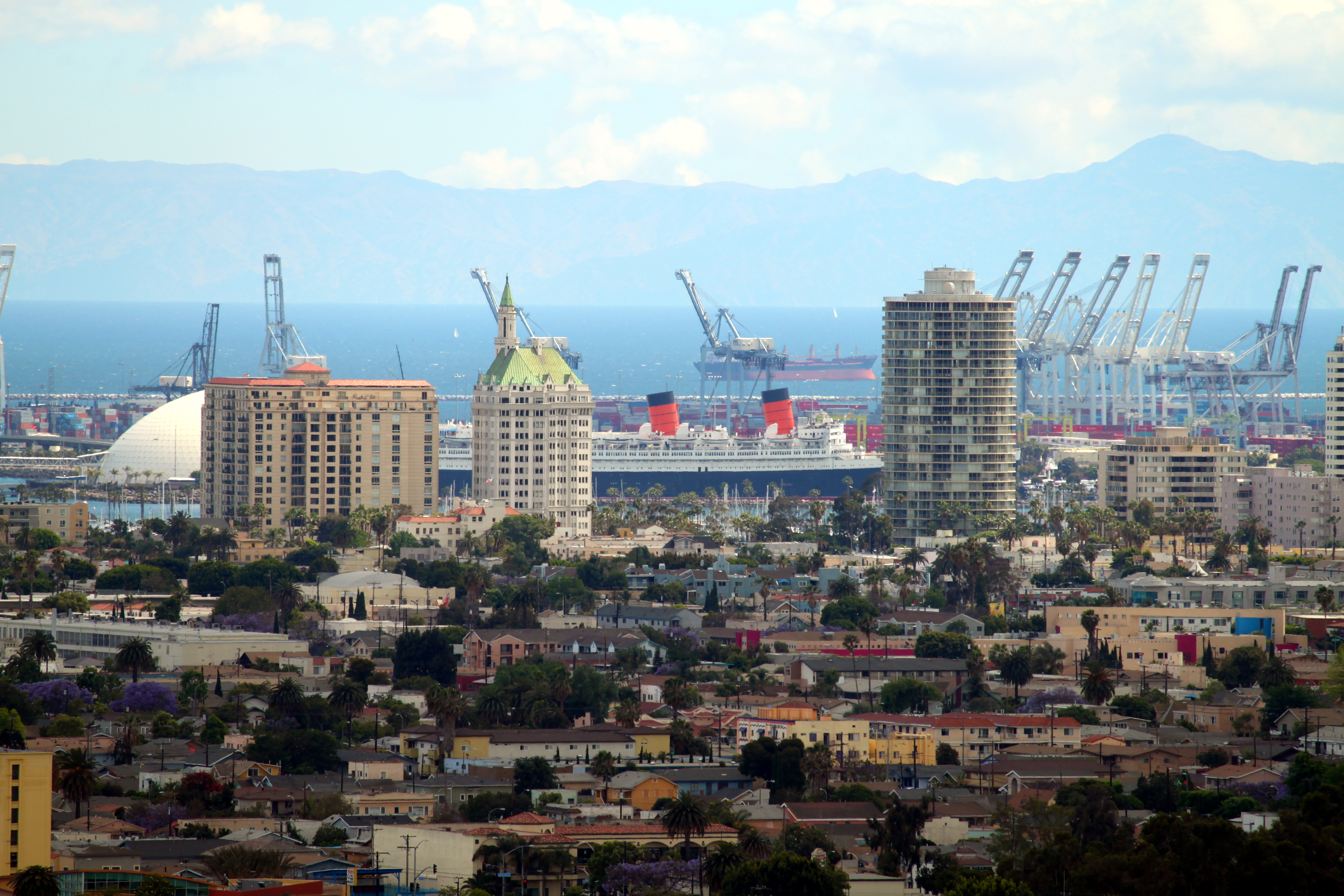
Vista desde Signal Hill hasta Villa Riviera y grúas portuarias (hacia 2009)

El área que ahora es Long Beach incluyó históricamente varias comunidades ecológicas, dominando el matorral costero. Un puñado de plantas nativas de la región todavía se pueden encontrar en la ciudad. Estos incluyen alforfón de California (Eriogonum fasciculatum), artemisa de California (Artemisia californica) y amapola de California (Eschscholzia californica). Algunos rodales de encino de la costa (Quercus agrifolia) aún permanecen en el Centro de Naturaleza El Dorado. La palmera de abanico de California (Washingtonia filifera), una planta que es nativa del interior, se introdujo en la ciudad como ornamental de jardín y ahora está naturalizada. Algunas especies autóctonas de aves, mamíferos y otros animales salvajes se han adaptado al desarrollo.
Desde la llegada de los europeos, muchas especies exóticas se han naturalizado en la zona. Las plantas introducidas incluyen mostaza amarilla, eucalipto, rábano silvestre y hierba rodadora. Estas plantas ahora superan con creces las plantas autóctonas y se propagan rápidamente en los lotes baldíos y los campos petroleros de la ciudad.
La ciudad y sus habitantes tienen iniciativas en marcha para preservar y recuperar parte de su patrimonio ecológico. El proyecto RiverLink ha comenzado a revegetar el tramo de Long Beach del río Los Ángeles con plantas autóctonas. Parte del derecho de paso restante de Pacific Electric se limpió de no nativos, se plantó con plantas autóctonas y se hizo accesible con senderos para peatones y bicicletas. Este espacio abierto comunitario ahora se conoce como The Long Beach Greenbelt y es el foco de los esfuerzos continuos en la restauración y la educación comunitaria.
El Dorado Nature Center ha cambiado su enfoque original de «no intervención» y ha comenzado a introducir activamente especies autóctonas. El Grupo de Estudio de Humedales de Los Cerritos, agencias gubernamentales estatales y grupos de base están colaborando en un plan para preservar los últimos humedales que quedan en Long Beach. Long Beach es la primera ciudad de California en unirse al programa «EcoZone», cuyo objetivo es mejorar considerablemente las condiciones ambientales a través de asociaciones público-privadas. Dichos proyectos buscan reducir la contaminación, restaurar el hábitat nativo y proporcionar áreas verdes para que disfruten los residentes de la ciudad.
Otros lugares en Long Beach para ver áreas naturales incluyen Bluff Park (acantilados costeros), Golden Shores Marine Reserve, Jack Dunster Marine Reserve, Shoreline Park y DeForest Park.
Long Beach lideró el sur de California en acceso, tamaño y gasto de parques, ocupando el puesto 16 entre una encuesta de 75 grandes ciudades de Estados Unidos, con Los Ángeles y Anaheim empatados en el puesto 51 y Santa Ana en el 69, según un estudio publicado por un grupo conservacionista nacional.

## Arte y cultura

### Arte
El Museo de Arte de Long Beach, ubicado en la residencia histórica de Elizabeth Milbank Anderson, es propiedad de la Ciudad de Long Beach y es operado por la Fundación del Museo de Arte de Long Beach.
La ciudad también cuenta con un Museo de Arte Latinoamericano, fundado en 1996 por Robert Gumbiner. Es el único museo en el oeste de los Estados Unidos que presenta exclusivamente arte latinoamericano moderno y contemporáneo.
El museo más nuevo de Long Beach es el Museo de Arte Étnico de las Islas del Pacífico (PieAM). Este museo fue un proyecto de Robert Gumbiner en el momento de su muerte.  El museo abrió el 15 de octubre de 2010.

## Educación
El Distrito Escolar Unificado de Long Beach gestiona escuelas públicas. En algunos partes de Long Beach, el Distrito Escolar Unificado ABC gestiona escuelas públicas.

## Demografía

### Censo de 2020
Según el censo de 2020, en ese momento la localidad tenía una población de 466 742 habitantes.
| Raza                   | Núm.    | Porc.  |
| ---------------------- | ------- | ------ |
| Blancos                | 149 347 | 32.00% |
| Afroamericanos         | 58 334  | 12.50% |
| Amerindios             | 7 002   | 1.50%  |
| Asiáticos              | 60 874  | 13.04% |
| Isleños del Pacífico   | 4 330   | 0.93%  |
| De otras razas         | 119 618 | 25.63% |
| De una mezcla de razas | 67 237  | 14.41% |

Del total de la población, el 43.28% eran hispanos o latinos de cualquier raza.

### Censo de 2000
Según el censo de 2000, en ese momento los ingresos medios de los hogares de la ciudad eran de $37,270 y los ingresos medios de las familias eran de $40,002. Los hombres tenían ingresos medios por $36,807 frente a los $31,975 que percibían las mujeres. Los ingresos per cápita para la ciudad eran de $19,040. Alrededor del 22.8% de la población estaba por debajo de la línea de pobreza.

### Estimación 2017-2021
De acuerdo con la estimación 2017-2021 de la Oficina del Censo, los ingresos medios de los hogares de la ciudad son de $73,905 y los ingresos medios de las familias son de $79,319. Los ingresos per cápita en los últimos doce meses, medidos en dólares de 2021, son de $35,856. Alrededor del 16.5% de la población está por debajo de la línea de pobreza.

## Barrios y vecindarios
- 4th Street Corridor
- Alamitos Beach
- Alamitos Heights
- Arlington
- Artcraft Manor
- Belmont Heights
- Belmont Park
- Belmont Shore
- Bixby Knolls
- Bixby Village
- Bluff Heights
- Bluff Park
- Broadway Corridor
- California Heights
- Carroll Park
- Central Area
- Craftsman Village
- Downtown Long Beach
- Drake Park
- East Village
- Eastside
- El Dorado Park
- El Dorado Park Estates
- El Dorado South
- Hellman
- Imperial Estates
- Lakewood Village
- Cambodia Town (Little Phnom Penh)
- Long Beach Marina
- Los Altos
- Los Cerritos - Virginia Country Club
- Memorial Heights
- Naples
- North Long Beach
- Park Estates[53]
- Peninsula
- Ranchos
- Rose Park
- Shoreline Village
- South of Conant
- Stearns Park
- Saint Mary's
- Sunrise
- Terminal Island
- Traffic Circle
- University Park Estates
- Washington School
- West Long Beach
- Willmore City
- Wrigley North and South
- Wrigley Heights
- Zaferia

## Ciudades hermanadas
- Bacolod City, Filipinas
- Manta, Manabí, Ecuador
- Qingdao, China[54]
- Yokkaichi, Mie, Japón
- Esmirna, Turquía
- Mombasa, Kenia
- Sochi, Rusia
- Guadalajara, Jalisco, México
- Calcuta, India
- Phnom Penh, Camboya

## Personas destacadas
- Snoop Dogg, rapero estadounidense.
- Russell Westbrook, baloncesto estadounidense.
- Frank Ocean, cantantautor estadounidense.
- Cameron Diaz, actriz.
- Jenni Rivera, cantante mexico-estadounidense.
- Zack de la Rocha, cantante estadounidense, vocalista de la banda de rap metal Rage Against the Machine.
- Daz Dillinger, rapero y productor estadounidense, miembro the Tha Dogg Pound
- Warren G, rapero y productor estadounidense.
- Russell Allen, vocalista de Symphony X.
- Giveon, cantante estadounidense.